# Famille Tesmer
Tesmer (Cesmer, Cieszmer, Ciezmer, Dusemer, Teschmer, Tesmar, Tessmer, formes dérivées) – noblesse polonaise Cachoube.

Blason Tesmer I

## Armoiries
Le blason connaît quatre variantes. La description utilise les principes héraldiques proposés par Alfreda Znamierowskiego:
Tesmar I (Cesmer, Cieszmer, Ciezmer, Dusemer, Teschmer, Tesmar, Tessmer, Serce Przerażone, Przyjaciel odmienny): De sable au cœur de gueules, percé de trois flèches d'argent tombantes. Cimier: casque de front surmonté d'une couronne à cinq roses, deux d'azur, trois de gueules, et trois flèches d'argent renversées. Lambrequins: à gauche, de gueules doublé d'azur; à droite d'azur doublé de sable.
Tesmar I a (Cieszmer, Ciezmer, Dusemer, Teschmer, Tesmar, Tessmer, formes dérivées): D'azur au cœur de gueules, percé de trois flèches d'argent vers le chef. Cimier: casque sans roses. Lambrequins d'azur bordés de gueules.
Tesmar I b (Tesmar, Tessmar, Tessmer, formes dérivées): D'argent au cœur de gueules, percé de trois flèches d'azur. Cimier: casque surmonté de trois flèches d'azur posées en pal et en sautoir, sans roses. Lambrequins de gueules bordés d'argent.
Tesmar I c (Tesmar, formes dérivées): De champ inconnu, au cœur percé de deux flèches posées en sautoir, pas de couronne et de roses. Cimier: casque surmonté de deux flèches tombantes. Lambrequins de couleur inconnue.

## Premières mentions
La variante I est mentionnée dans les armoriaux suivants: Dachnowskiego (Herbarz szlachty Prus Królewskich-Armorial de la noblesse royale prussienne), Chrząńskiego (Tablice odmian herbowych-Tables héraldiques) et dans les ouvrages de Piekosińskiego (publikacje w Heroldzi polskim-publication dans Héraldique polonaise et Wiadomościach Numizmatyczno-Archeologicznych-Les nouvelles numismatiques et archéologiques). La variante I.a. apparaît dans les ouvrages de Dachnowskiegmu, Piekosińskiemu, et de Bagmihlowi (Pommersches Wappenbuch-Armorial de Poméranie) et Żernickiemu (Der polnische Adel-La noblesse polonaise). Les variantes I.b. et I.c. sont citées dans le Nowego Siebmachera. La variante I.b. a été utilisée en Cachoubie et dans la Prusse de l'Ouest dans le milieu du XVIIe siècle ; la variante I.c. figure sur le sceau de Georg von Tesmar "von Bern» en 1555, à Bukowiec.

## Famille Tesmer
On retrouve en Poméranie trois familles de ce nom, lequel vient du slave Cieszymir. La première provenait de Mecklembourg et son nom s'écrivait Tesmar, la seconde était une famille de patriciens de la haute bourgeoisie originaire de Kołobrzeg, la troisième était une famille de Cachoubie dont le nom s'écrivait Tesmer. Cette dernière a vécu dans les comtés de Tczew et Mirachowskim ainsi que sur les terres de lęborsko-Bytów. Selon l'histoire, cette famille descend d'un frère du Grand Maître des Chevaliers Teutoniques, Henry Dusemera von Arfberg, à la tête de l'Ordre dans les années 1345-1351.Le premier membre connu de la famille était Gregory Tesmer, secrétaire du prince Barnima Starego en 1527. On trouve des mentions des générations suivantes dans les années 1560 (Nicola Tesmer), 1563 (Joachim Tesmer), 1565 (Maciej Tesmer), 1568, 1571, 1581 (Filip Tesmer), 1570 (Baltazar Tesmer dans Niedamowie). La famille vivait au XVIe et XVIIe siècles dans les régions de Podlesie, Koleczkowo et la région de Tuchlinie. De cette région a dérivé la branche Tuchliński (par ex. George Tesmer Tuchliński 1618). Une partie de la famille s'est installée en Prusse occidentale à Kwidzyn. Ces membres de la famille sont mentionnés dans les écrits dans les années 1632 (Jan Tesmer, 1652), 1691 (Aleksander Tesmer). Au XVIIIe siècle, on voit aussi parfois s'ajouter au nom Tesmer des particules provenant de villages : Barłomino, Strzeblielinko, Borkowo, Świchowo, Trzebiatkowa. 

## Clan héraldique
Tesmar (Tesmer, Cesmer, Cieszmer, Ciezmer, Dusemer, Teschmer, Teschner, Tesmier, Tessmar, Teszmar, Teszmer, Thesmar, Thesmer, Thesmyer, Thessmer, Tiessmar, Toschmer, Tusemer, Ziesmar) et aussi avec les noms dérivés Bukowski et Tuchliński.
La famille est également enregistrée avec le blason Sas Pruski (Saxe de Prusse); selon Dachnowskiego, il fut utilisé par le lignage de Podlesie, vraisemblablement par le mariage avec la famille Saxon-prussienne Mściszewskich.